# علي بن شيخ
علي بن شيخ لاعب كرة قدم دولي جزائري سابق من مواليد 9 يناير 1955 بالمهير (ولاية برج بوعريريج حاليا)، لعب في مركز وسط الميدان في معظم حياته الكروية لنادي مولودية الجزائر، نال الكرة الفضية الأفريقية سنة 1978.
يعمل حاليا كمحلل وناقد حاليا بقناة الهداف الجزائرية في حصة الفريق الدولي وحصة بالمكشوف. كما عمل مديرا للفئات الشبانية في نادي مولودية الجزائر..

## التتويجات
مع نادي مولودية الجزائر -  الجزائر :
- بطل الجزائر 4 مرات : 1972، 1975، 1976، 1978
- فائز بالكأس 3 مرات : 1973، 1976 ، 1983
- فائز بـ دوري أبطال أفريقيا سنة 1976
- فائز بـ الكأس المغاربية للأندية الفائزة بالكؤوس سنة 1974
- وصيف حامل الكأس المغاربية للأندية البطلة سنة 1975

مع منتخب الجزائر لكرة القدم :
- فائز بـ ألعاب عموم أفريقيا سنة 1978 في مدينة الجزائر
- الميدالية البرونزية ألعاب البحر الأبيض المتوسط سنة 1979 في سبليت
- المرتبة الرابعة كأس الأمم الأفريقية سنة 1982 في ليبيا
- المشاركة من دون لعب أي مباراة كأس العالم لكرة القدم1982 في إسبانيا

## المشوار الاحترافي
- 1978-1973 : نادي مولودية الجزائر
- 1980-1979 : ديناميكية بناء الجزائر
- 1986-1980 : نادي مولودية الجزائر
- 1987-1986 : شبيبة الشراقة
- 1988-1987 : نادي مولودية الجزائر
- مدرب (الأصاغر 1988, الأواسط 1990, الكبار 1996) نادي مولودية الجزائر
- 63 مباراة مع منتخب الجزائر لكرة القدم

## روابط خارجية
- علي بن شيخ على موقع الاتحاد الدولي (مؤرشف)  (الإنجليزية)
- علي بن شيخ على موقع قاعدة بيانات كرة القدم.إي يو (الإنجليزية)
- علي بن شيخ على موقع ناشيونال فوتبول تيمز (الإنجليزية)
- علي بن شيخ على موقع عالم كرة القدم.نت (الإنجليزية)